# Матюха Андрій Володимирович
Андрій Володимирович Матюха (нар. 13 березня 1965, Вільногірськ, Дніпропетровська область УРСР — 14 червня 2024) — радянський та український футболіст, півзахисник.

## Життєпис
У дорослому футболі дебютував 1983 року в команді «Металург» (Дніпродзержинськ).
У 1986 році з київського СКА перейшов у «Крила Рад». У цьому сезоні самарская команда завоювала путівку в першу лігу і зайняла 3-є місце в чемпіонаті РРФСР.
У наступному році повернувся в Україну. Продовжив кар'єру в командах «Шахтар» (Павлоград), «Металург» (Запоріжжя) та «Ворскла» (Полтава). У полтавській команді зіграв 104 матчі в чемпіонатах СРСР, а також дебютував в першій лізі чемпіонату України.
Напередодні старту другого чемпіонату України перейшов у «Торпедо» (Запоріжжя), де 16 серпня 1992 року в грі з «Дніпром» дебютував вже у вищій лізі. У наступному році виступав у вищому дивізіоні Молдови, граючи за КСС Амоком.
З серпня 1993 роки грав у хмельницькому «НОРД-АМ-ЛТД-Поділля». Наступний рік провів у миколаєвському «Евісі» та аматорському колективі «Локомотив» (Знам'янка). Того ж року встиг зіграти й у складі житомирського «Хіміка». У 1995 році виступав у чернівецькій «Буковині» та дніпродзержинському «Прометеї». У 1996 році підсилив склад олександрійської «Поліграфтехніки». Дебютував у складі олександрійського колективу 31 березня 1996 року в переможному (2:1) домашньому поєдинку 23-о туру першої ліги проти нікопольського «Металурга». Андрій вийшов на поле в стартовому складі та відіграв увесь матч. Загалом у футболці ПФК у чемпіонатах України відіграв 50 матчів, ще 2 поєдинки провів у кубку України. У 1997 році перейшов до «Електрону» (Ромни), кольори якого захищав до 2002 року. З 1999 по 2000 рік на правах оренди виступав в охтирському «Нафтовику».
В останні роки життя Андрій Матюха працював дитячим тренером.
14 червня 2024 року, помер на 60-му році життя після тривалої хвороби.